# Pic Sentinel
Pour les articles homonymes, voir Sentinel.
Le pic Sentinel (en anglais : Sentinel Peak) est un sommet du comté d'Inyo, en Californie, dans l'Ouest des États-Unis. Il culmine à 2 936 mètres d'altitude dans le chaînon Panamint. Il est protégé au sein du parc national de la vallée de la Mort.